# Leonid Pronschenko
Leonid Pronschenko (* 5. Januar 2000) ist ein tadschikischer Leichtathlet, der im Sprint und Hürdenlauf sowie im Mehrkampf an den Start geht.

## Sportliche Laufbahn
Erste Erfahrungen bei internationalen Meisterschaften sammelte Leonid Pronschenko im Jahr 2017, als er bei den Jugendasienmeisterschaften in Bangkok mit 58,97 s in der Vorrunde über 400 m Hürden ausschied. 2022 schied er bei den Islamics Solidarity Games in Konya mit 15,19 s im Vorlauf über 110 m Hürden aus und kam auch im 400-Meter-Hürdenlauf mit 54,60 s nicht über die erste Runde hinaus. Im Jahr darauf belegte er bei den Hallenasienmeisterschaften in Astana mit 3202 Punkten den achten Platz im Siebenkampf und schied über 400 Meter mit 52,84 s im Halbfinale aus. Zudem gewann er mit der tadschikischen 4-mal-400-Meter-Staffel in 3:34,45 min gemeinsam mit Mirsaid Mirsosoda, Muhammadriso Mirsosoda und Alexander Pronschenko die Bronzemedaille hinter den Teams aus Kasachstan und Katar. Im Juli kam er dann bei den Asienmeisterschaften in Bangkok mit 55,30 s nicht über den Vorlauf über 400 m Hürden hinaus und im Oktober wurde er bei den Asienspielen in Hangzhou in der Vorrunde disqualifiziert. 2025 verpasste er bei den Asienmeisterschaften in Gumi mit 14,60 s den Finaleinzug über 110 m Hürden.
In den Jahren 2021, 2023 und 2025 wurde Pronschenko tadschikischer Meister im 110-Meter-Hürdenlauf und 2022 und 2023 siegte er über 400 m Hürden sowie 2022 über 400 Meter.

## Persönliche Bestzeiten
- 400 Meter: 50,10 s, 5. Mai 2022 in Duschanbe
  - 400 Meter (Halle): 52,73 s, 10. Februar 2023 in Astana
- 110 m Hürden: 14,60 s (+1,5 m/s), 28. Mai 2025 in Gumi
  - 60 m Hürden (Halle): 8,32 s, 1. März 2025 in Öskemen
- 400 m Hürden: 53,12 s, 5. Juni 2022 in Taschkent
  - Siebenkampf (Halle): 3202 Punkte, 12. Februar 2023 in Astana